# ياسر الرميان
ياسر بن عثمان الرميان هو محافظ صندوق الاستثمارات العامة السعودي، ورئيس مجلس إدارة شركة أرامكو السعودية، ورئيس مجلس إدارة معادن، والمستشار في الأمانة العامة لـمجلس الوزراء بمرتبة وزير، ورئيس الاتحاد السعودي للجولف منذ أكتوبر 2017، ورئيس مجلس إدارة مركز دعم اتخاذ القرار السعودي. يشغل كذلك منصب الرئيس غير التنفيذي لمجلس إدارة نادي نيوكاسل يونايتد منذ 7 أكتوبر 2021.
يشرف الرميان على مشروع طرح أرامكو للاكتتاب الذي تهدف المملكة من خلاله زيادة حجم الصندوق إلى تريليوني دولار والمساهمة في توسعة القطاعات غير النفطية في المملكة وتوطينها.

## النشأة والتعليم
ولد ياسر بن عثمان الرميان في 20 فبراير 1970. وحصل على بكالوريوس في المحاسبة من جامعة الملك فيصل عام 1993، وشهادة برنامج الإدارة العامة من كلية هارڤارد للأعمال في الولايات المتحدة الأمريكية. كما أنه عضو في الهيئة السعودية للمراجعين والمحاسبين.

## المسيرة المهنية
عُيِّن ياسر بن عثمان الرميان كرئيس لمجلس إدارة شركة أرامكو السعودية في أغسطس من عام 2019، بالإضافة لمنصبه محافظًا لصندوق الاستثمارات العامة والذي عمل فيه مشرفًا منذ العام 2015. ويتمتع بخبرة تفوق 25 عاماً من العمل في عدة هيئات مالية كبرى في المملكة. بدأ الرميان حياته المهنية في البنك السعودي الهولندي، حيث شغل مناصب عليا في العديد من أقسامه وأصبح مدير إدارة الوساطة الدولية فيه. انضم بعدها إلى هيئة السوق المالية كعضو في الفريق المؤسس عام 2004 وعُين مديرًا لإدارة تمويل الشركات في 2008م حتى عام 2011.
من عام 2011 حتى يناير 2015، شغل الرميان منصب الرئيس التنفيذي وعضو مجلس الإدارة في «السعودي الفرنسي كابيتال». ومن عام 2014 إلى عام 2015، أصبح عضو مجلس إدارة تداول، سوق الأوراق المالية السعودية. وهو كذلك مستشار في الأمانة العامة لمجلس الوزراء منذ عام 2016.

## العضويات والرئاسات
- الرئيس غير التنفيذي لمجلس إدارة نادي نيوكاسل يونايتد الإنجليزي منذ 7 أكتوبر 2021.[5][10]

- رئيس مجلس إدارة شركة أرامكو السعودية منذ أغسطس 2019.
- رئيس مجلس إدارة شركة معادن.[2]
- محافظ صندوق الاستثمارات العامة منذ 2015.
- عضو مجلس إدارة صندوق الاستثمارات العامة.
- رئيس مجلس إدارة مركز دعم اتخاذ القرار.
- عضو مجلس إدارة في البنك الأول.
- عضو مجلس إدارة صندوق التنمية الصناعية السعودي.
- عضو مجلس إدارة مجموعة سوفت بنك.
- عضو مجلس إدارة شركة أوبر.[4]
- رئيس الاتحاد السعودي للجولف.
- كبير الإداريين التنفيذيين لشركة السعودي الفرنسي كابيتال إل إل سي.[2]
- رئيس مجلس إدارة طيران الرياض.
- عضو مجلس إدارة شركة السوق المالية السعودية «تداول».[2]
- حاصل على المرتبة السادسة من بين أكثر المستثمرين التنفيذيين تأثيراً في عام 2018 على مستوى العالم، من قبل معهد صندوق الثروة السيادية.[11]

- حاصل على المرتبة الثالثة من بين أهم المستثمرين للعام 2017 من مجلة فوربس الشرق الأوسط.[12]

## المشاركات العالمية
شارك الأستاذ ياسر بن عثمان الرميان في عدة مؤتمرات ومنتديات من ضمنها:
- منتدى بلومبرج 2017.[13]
- مبادرة مستقبل الاستثمار 2017.[14]
- مبادرة مستقبل الاستثمار 2018.[14]
- ميلكن الشرق الأوسط 2019.[15]